# Lynemouth
Lynemouth – wieś w Anglii, w hrabstwie Northumberland. Leży 28 km na północ od miasta Newcastle upon Tyne i 423 km na północ od Londynu. W 2001 miejscowość liczyła 1832 mieszkańców.